# Acianthera acuminatipetala
Acianthera acuminatipetala é  uma espécie de orquídea (Orchidaceae) originária do Paraná, Brasil. Trata-se de planta praticamente desconhecida. Pela ilustração original, não é possível saber informações da planta nem inflorescência, quanto às flores, as pétalas são amplamente espatuladas, brevemente acuminadas para um dos lados. O labelo é pendurado por longo istmo à maneira das espécies da secção Pleurobotryae de Acianthera.

## Publicação e sinônimos
- Acianthera acuminatipetala (A.Samp.) Luer, Monogr. Syst. Bot. Missouri Bot. Gard. 95: 253 (2004).

Sinônimos homotípicos:
- Pleurothallis acuminatipetala A.Samp., Arq. Mus. Nac. Rio de Janeiro 18: 58 (1916).